# Раковка (Херсонская область)
Раковка (укр. Раківка) — село в Бериславском районе Херсонской области Украины.
Почтовый индекс — 74312. Телефонный код — 5546. Код КОАТУУ — 6520686601.

## Население
Население по переписи 2001 года составляло 438 человек.

### Языковой состав
Родной язык населения по данным переписи 2001 года:
| Язык       | Численность, чел. | Доля     |
| ---------- | ----------------- | -------- |
| Украинский | 420               | 95,89 %  |
| Русский    | 16                | 3,65 %   |
| Другое     | 2                 | 0,46 %   |
| Итого      | 438               | 100,00 % |

## Местный совет
74312, Херсонская обл., Бериславский р-н, с. Раковка, ул. Советская, 8

## Административная реформа
До административно-территориальной реформы в селе размещался центр Раковского сельского совета. В июле 2018 года, в рамках реформы была создана Шляховская сельская община, которая включила в себя сёла Урожайненского, Томаринского и Раковского сельских советов. 
В июне 2020 года, распоряжением Кабмина Украины в рамках административно-территориальной реформы община была ликвидирована, все населенные пункты, включая Раковку, вошли в состав Бериславской городской общины.